# جائزة إيطاليا الكبرى 1969
جائزة إيطاليا الكبرى 1969 هو سباق فورمولا 1 أقيم بتاريخ 7 سبتمبر 1969 في حلبة مونزا، إيطاليا. كان الثامن من أصل 11 في بطولة العالم لسباقات الفورمولا واحد موسم 1969. حلّ البريطاني جاكي ستيورات أولا.